# Перелік кавалерів Хреста Симона Петлюри (Л)
Ця сторінка — інформаційний реєстр. Див. також основні статті: Хрест Симона Петлюри та Перелік кавалерів Хреста Симона Петлюри.
В алфавітному порядку представлені всі відомі кавалери Хреста Симона Петлюри, чиї прізвища починаються з літери «Л». 
| № | Фото | Ім'я                           | Дата народження            | Місце народження                                                               | Дата смерті    | Місце смерті                                      | Звання                    | Підрозділ                                                       | № ордена |
| - | ---- | ------------------------------ | -------------------------- | ------------------------------------------------------------------------------ | -------------- | ------------------------------------------------- | ------------------------- | --------------------------------------------------------------- | -------- |
| 1 |      | Лепкий Левко Сильвестрович     | 7 грудня 1888              | Поручин, Королівство Галичини і Володимирії                                    | 28 жовтня 1971 | Трентон, Нью-Джерсі                               | Поручник (обер-лейтенант) | ІІІ курінь УСС                                                  |          |
| 2 |      | Лимаренко Данило               | 2 січня 1895               | с. Карлівка Херсонська губернія                                                | 14 серпня 1968 | Філадельфія                                       | Сотник                    | 6-й курінь Низових Запорожців 1-ї Запорізької дивізії Армії УНР |          |
| 3 |      | Липа Юрій Іванович             | 5 травня 1900              | м. Одеса, Херсонська губернія                                                  | 20 серпня 1944 | с. Шутова, Яворівського району, Львівська область |                           |                                                                 |          |
| 4 |      | Литвиненко Іван Данилович      | 4 (17) січня 1891          | с. Хоружівка, Недригайлівської волостї Харківської губернії                    | 17 лютого 1947 | Київ, Лук'янівська в'язниця                       | Полковник                 |                                                                 |          |
| 5 |      | Лівицький Андрій Миколайович   | 9 квітня 1879              | хутір Красний Кут поблизу с. Ліпляве, Золотоніський повіт, Полтавська губернія | 17 січня 1954  | Карлсруе, Баден-Вюртемберг, Німеччина             |                           |                                                                 |          |
| 6 |      | Ліницький Дмитро Володимирович | 21 лютого (6 березня) 1892 | Сватова Лучка, Куп'янського повіту, Харківська губернія                        |                |                                                   | Підполковник              | Сухопутні війська                                               |          |
| 7 |      | Луцький Мирон Михайлович       | 1891                       | Лука, повіт Бучач                                                              | 1961           | м. Торонто, США                                   | сотник УГА                |                                                                 |          |